# منشأة سيف
منشأة سيف إحدى قرى مركز الباجور التابع لمحافظة المنوفية في جمهورية مصر العربية.

## السكان
بلغ عدد سكان منشأة سيف 901 نسمة، حسب الإحصاء الرسمي لعام 2006.